# アグネス山
アグネス山(Mons Agnes)は、月面座標北緯18.6°、東経5.3°に位置する月の山である。直径は約1kmである。1979年にギリシア語の女性名に因んで命名された。